# Дім побачень
«Будинок побачень» («Дом свиданий») — радянський телефільм 1991 року, знятий режисером Вадимом Дербеньовим на студії «Телефільм».

## Сюжет
У заміському котеджі скоєно звірячий злочин. Вбито господаря підпільного публічного будинку для елітних клієнтів. Міліція, яка приїхала на виклик, розпочинає допит. Свідками виявляються чотири дівчини на виклик, які перебували в цей час в особняку. Однак через якийсь час жінки приходять до висновку, що це «підставна» міліція. Підслухавши розмову, вони дізнаються, що мета «майора» з їхньою допомогою вийти на високопоставлених клієнтів. Так злочинці зможуть шантажувати багатих та впливових людей…

## У ролях
- Борис Щербаков — Сергій Грачов, майор міліції
- Михайло Жигалов — капітан міліції
- Олена Хмельницька — Наталія Соколова, робітниця музею
- Ірена Дубровська — Марина Баєва, барменша
- Лариса Полякова — Алла Павлова, дружина міністра
- Катерина Кміт — Лариса Спасська
- Гагік Амбакумян — Коля, радист
- Олександр Філяс — дактилоскопіст
- Михайло Бурлаков — охоронець
- Євген Коломієць — водій
- Аристарх Ліванов — Веніамін Ілліч Марічев, господар борделя
- Юрій Волков — Михайло Михайлович
- Віталій Ляшенко — епізод
- Сергій Ісаєв — клієнт
- Вадим Кривопалов — клієнт
- Олександр Шестаков — епізод
- Микола Брянцев — епізод

## Знімальна група
- Режисер — Вадим Дербеньов
- Сценаристи — Анатолій Степанов, Едуард Хруцький
- Оператор — Борис Брожевський
- Композитор — Віктор Бабушкін
- Художник — Майя Колесникова